# Xã Kinmundy, Quận Marion, Illinois
Xã Kinmundy (tiếng Anh: Kinmundy Township) là một xã thuộc quận Marion, tiểu bang Illinois, Hoa Kỳ. Năm 2010, dân số của xã này là 1.186 người.